# Paspalum nutans
Paspalum nutans är en gräsart som beskrevs av Jean-Baptiste de Lamarck. Paspalum nutans ingår i släktet tvillinghirser, och familjen gräs. Inga underarter finns listade i Catalogue of Life.